# 成就院 (日野市)
成就院（じょうじゅいん）は、東京都日野市にある天台宗の寺院。なお、後述の薬師如来像を「東光寺の安産薬師」と称するように、「東光寺」の寺号でも知られているが、宗教法人名は「宗教法人成就院」であることから、本項では「成就院」を用いることとする。

## 歴史
創建年代は不明である。しかし平安時代の武士団「武蔵七党」の西党を率いる日奉氏が居館の鬼門よけとして創建したことから、平安時代中期に創建されたものと推測される。「東光寺」が本寺で「成就院」はその子院という関係であった。
その後の日奉氏の衰退により、いつしか廃寺となり、ただ当地の村名が「東光寺村」として残るのみであった。天正年間（1573年 - 1592年）に中興された。
当院の薬師堂には、薬師如来像が納められている。これは中興時に持ち込まれた運慶作の像で、絶対秘仏となっている。前立本尊は室町時代に制作されたものである。「枝栗を捧げると安産になる」というご利益があるとされ、「東光寺の安産薬師」として知られている。

## 文化財
- 東光寺薬師堂（日野市指定文化財 昭和36年10月1日指定）[5]
- 木造薬師如来坐像（日野市指定文化財 昭和36年10月1日指定）[5]

## 交通アクセス
- 日野駅より徒歩17分。